# ’Smatter
’Smatter ist ein Jazzalbum von Gerd Dudek. Die am 20. Februar 1998 in den Gateway Studios  in London entstandenen Aufnahmen erschienen am 6. März 2002 auf dem Label Psi.

## Hintergrund
In den 1990er-Jahren spielte der Saxophonist Gerd Dudek u. a. im European Jazz Ensemble, The Berlin Contemporary Jazz Orchestra und mit Peter Giger, des Weiteren in verschiedenen Trio- und Quartett-Konstellation mit Rob van den Broeck, Ali Haurand und Tony Levin; dabei entstanden für Konnex Records die Alben After All, Pulque und Crossing Level. Gerd Dudek, der bereits seit Anfang der 1960er-Jahre in der europäischen Jazzszene aktiv war,  hatte jedoch selten Alben unter eigenem Namen eingespielt, wie François Couture feststellte. Evan Parker, der mit ihm im Globe Unity Orchestra spielte und das zu Emanem gehörige Label Psi betrieb, hat großen Respekt vor seiner Kunst. Folglich produzierte er im Februar 1998 eine Studio-Session mit Dudek als Bandleader, die er im März 2002 veröffentlichte. Dudeks Mitmusiker bei dieser Session waren John Parricelli (Gitarre), Chris Laurence (Bass) und Tony Levin am Schlagzeug. Der Titel des Albums stammt von einer Komposition Kenny Wheelers, einer von dreien des Flügelhornisten, die hier interpretiert wurden. Der Rest des Albums besteht aus Interpretationen von „Body and Soul“, George Colemans „By George“ und Jimmy Rowles’ „The Peacocks“. Dudek wechselt bei letzterem Stück vom Tenor- zum Sopransaxophon, wobei Levin hier aussetzt.

## Titelliste
- Gerd Dudek: ’Smatter (psi 02.01)[3]

1. Phrase Three (Kenny Wheeler) 8:32
2. Ma bel (Kenny Wheeler)	6:31
3. 'Smatter (Kenny Wheeler) 7:11
4. Body and Soul (Johnny Green) 17:14
5. By George (George Coleman) 11:44
6. The Peacocks (Jimmy Rowles) 9:29

## Rezeption
Drei Kompositionen des Trompeters Kenny Wheeler (ebenfalls ein Globe-Unity-Veteran) eröffnen die Platte. Dudeks luftige und dennoch präzise Phrasierung scheint ideal zu Wheelers Kompositionsstil zu passen,  insbesondere die gewundene, schmerzhafte Melodie von „Phrase Three“ und das traurige „Ma Bel“, schrieb der Kritiker der BBC. Obwohl sich der Einfluss John Coltranes in Dudeks freierem Spiel bemerkbar mache, sei es hier ein früherer Coltrane, der immer noch von Lester Young und Sonny Rollins durchdrungen sei. Dudek würde Coltranes vollen, emotionalen Ton mit der schwerelosen Anmut von Wayne Shorter verbinden; sein unbegleitetes Solo auf „Body and Soul“ sei eine tour de force; dann raste er sein Instrument mit Levins polyrhythmischer Attacke ein, um dem Album die feurigsten Momente zu verleihen. Die kniffligen Bop-Anhäufungen von George Colemans „By George“ seien ein ideales Vehikel für ein flinkes, sanft schräges Spiel auf dem Tenor, während Jimmy Rowles’ „The Peacocks“ das süß getönte Sopransaxophon des Bandleaders samt einem großartig artikuliertes Gitarrensolo von John Paricelli enthalte.
François Couture verlieh dem Album in Allmusic drei Sterne und schrieb, unabhängig von Evan Parkers Biografie und den anderen Veröffentlichungen des Labels sei ’Smatter „Jazz, fast 100 Prozent pur“. Die Menge an  Material von Kenny Wheeler sorge für ein verträumtes ECM-Feeling im ersten Drittel des Albums; Parricellis entspanntes Spiel und die Verwendung der Pedallautstärke trügen viel zur Atmosphäre bei. Paradoxerweise würde jedoch der geprügelte Standard „Body and Soul“ die fiebrigsten Momente liefern, die einzigen, die Dudeks Interesse am Free Jazz veranschaulichen würden. Dudeks Interpretation von „The Peacocks“ beweise, wie prächtig und verführerisch sein Ton auf dem Sopransaxophon sein könne. ’Smatter sei eine schöne, geradlinige Session, elegant, aber ohne Herausforderung.

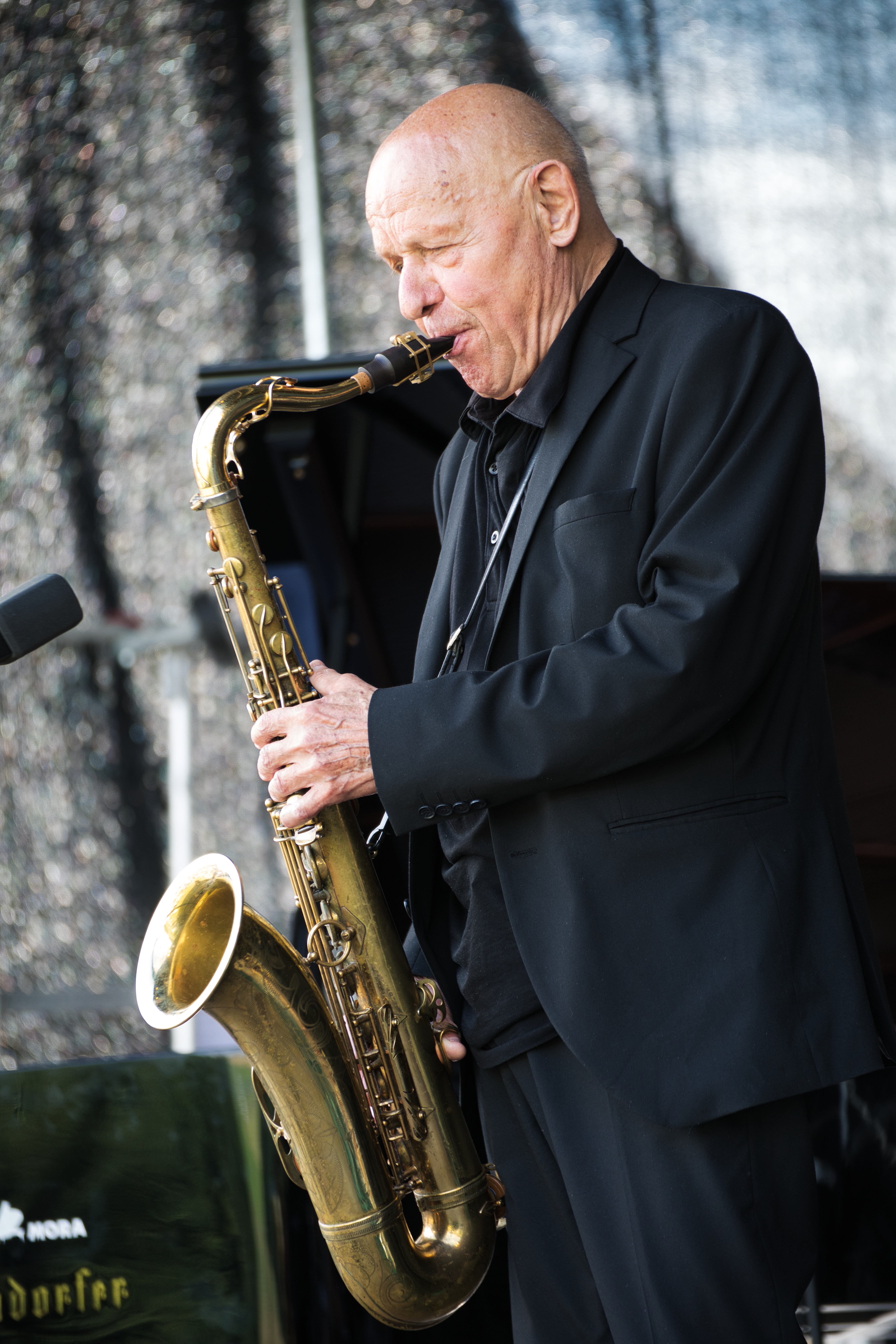
Gerd Dudeks »Tribute to John Coltrane« (INNtöne 2021)

Nach Ansicht von John Eyles, der das Album in All About Jazz rezensierte, ist dieses Album sowohl überraschend als auch wunderbar. Die Vorurteile, die man aufgrund seiner Arbeit mit dem Globe Unity Orchestra oder dem Berlin Contemporary Jazz Orchestra über Dudek haben könnte, seien wie weggeblasen. Von Dudeks ersten Tönen auf dem Eröffnungstitel, Wheelers „Phase Three“, an klinge sein Spiel klangvoll, melodisch und emotional aufgeladen. Während das Qualitäten sind, die er anderswo gezeigt habe, zeige sie der Straight-ahead-Jazz-Kontext hier in einem neuen Licht. Die für die Session gewählte Rhythmusgruppe würde es Dudek ermöglichen, im Solo-Scheinwerferlicht zu stehen, wobei Parricellis Gitarre wiederholt die Aufmerksamkeit durch ihre zurückhaltende, aber höchst einfallsreiche Unterstützung auf sich ziehe. Dudeks Version von  „Body and Soul“ sei eine Meisterleistung mit wenigen Vergleichspunkten.
Dass Dudek bis dato noch nie eine eigene Aufnahmesession geleitet habe, sei ein schmerzliches Versäumnis, das erst jetzt mit ’Smatter korrigiert werde, meinte Bill Shoemaker in JazzTimes. Abgesehen von der Gerechtigkeit, die dem Saxophonisten durch diese Session zuteil werde, seien die Ergebnisse immens zufriedenstellend. Dudeks offener, ungezwungener Sound vermittle die „Mischung aus Weltzugewandtheit und Weltmüdigkeit“, die mit dem mittleren Alter einhergehe. Aus diesem Grund würden Wheelers Melodien perfekt zu Dudek passen, da sie auf bescheidenen, kernartigen Phrasen und harmonischen Auflösungen aufbauen, die beiläufige Kommentare in Gestalt verwandeln. Sie spielen zwei von Dudeks Kernstärken aus: „eine Ökonomie des Denkens und eine Präzision in der emotionalen Projektion, selbst in seinen syntaktisch ausgefeiltesten Schnörkeln“.
Nach Ansicht von Richard Cook und Brian Morton, die das Album in The Penguin Guide to Jazz mit dreieinhalb Sternen auszeichneten, kennzeichne es Dudeks seltsame Position in der europäischen Szene, dass mehr als ein Rezensent an diese Platte herangangen sei, als wäre es sein Debüt als Bandleader. Selbst unter Berücksichtigung der kollaborativen Natur seiner vorherigen Alben [für Konnex Records] – sei dies nicht weniger zutreffend, doch angesichts der Qualität dieser Gruppe erscheine das seltsam. Doch die eigentliche Kuriosität dieser Session sei die Wahl des Materials. Ein- oder zweimal würde der vieldiskutierte Clifford-Jordan-Einfluss zum Vorschein kommen, so die Autoren, wobei man bei „Body and Soul“ seltsamerweise eher an John Gilmore denke. Der Klang des Albums sei hervorragend und schön ausgewogen.